# دیوید بعد از دندانپزشکی
دیوید بعد از دندانپزشکی (به انگلیسی David After Dentist) یک پدیده وایرال اینترنتی است که با ویدئویی آغاز شد که پدر دیوید دیوور کوچک در اینترنت منتشر کرد از واکنش او که در اثر باقی ماندن تأثیر داروی بیهوشی، بعد از جراحی دندانش بود. تا ۱۸ اردیبهشت ۱۳۹۹ (۷ می ۲۰۲۰) از این ویدئوی وایرال در سایت یوتیوب بیش از ۱۳۹ میلیون بازدید انجام شده‌است. و از نظر بسیاری از افراد خیلی موضوع خاص و جالبی بود.

## مبدأ و انتشار ویدئو
در ۷ می ۲۰۰۸، دیوید دیور کوچک ۷ ساله به دندانپزشکی برده می‌شود تا با جراحی دندان اضافی آن خارج شود که در اثر بیماری ارثی هایپردونتیا بوجود آمده. چون این اولین جراحی دیوید دیوور کوچک بود و مادر او نیز در آنجا حضور نداشت، پدر او تصمیم می‌گیرد که ویدئویی از تجربه دیوید از دندانپزشکی ضبط کند که به بقیه خانواده نمایش دهد.
بعد از جراحی دیوید احساس گیج بودن داشت در اثر داروی بیهوشی که به او داده شده بود. در مدتی که او داخل ماشین است، از پدر خود سوالاتی می‌پرسد مانند "آیا این زندگی واقعی است؟" و "آیا این قراره که تا ابد ادامه داشته باشه؟". مدتی بعد او در حالی که کمربند صندلی اش بسته‌است تلاش می‌کند که از جای خود بلند شود و ناگهان شروع به فریاد کشیدن می‌کند و بعد باز هم آرام در جای خود می‌نشیند.
۷ ماه بعد پدر دیوید ویدئو را در فیسبوک آپلود می‌کند و از توجه زیاد افراد به آن متعجب می‌شود. تصمیم می‌گیرد که آن را در یوتیوب آپلود کند، تنها ۳ روز بعد از آپلود ویدئو، بیش از ۳ میلیون بازدید از آن انجام می‌شود.
خانواده دیوور بعد از مدتی به شریک یوتیوب تبدیل می‌شوند. آنها اجازه می‌دهند که یوتیوب بر روی ویدئوهای دیوید تبلیغات پخش کند و مقداری از مبلغ آن را به خانواده دیوور بدهد. آنها همچنین تیشرت‌هایی با عکس ویدئوی «دیوید بعد از دندانپزشکی» فروختند و بخشی از درآمد خود را به موسسات خیریه دندانپزشکی بخشیدند.

## در رسانه‌های تصویری
خانواده دیوور در برنامه‌های امروز (The Today Show) و شوی تایرا بنکس (The Tyra Banks Show) حضور پیدا کردند تا در مورد ویدئو توضیح دهند.
ویدئوی "دیوید بعد از دندانپزشکی" بعنوان رفرنس در سریال نام من ارل است استفاده شده‌است. در می ۲۰۰۹
در قسمت ۱۹ فصل ۱ انیمیشن سریالی کلیولند شو شخصیت ۵ ساله سریال، رالو شروع به گفتن جمله‌های "آیا این واقعیه؟ این قرار که تا ابد طول بکشه؟"
در قسمت چهارم فصل ۱ سریال دختر جدید هم از ویدئوی «دیوید بعد از دندانپزشکی» نام برده شده

## نقد
پدر دیوید انتقادهایی دریافت کرد که او را متهم به سوء استفاده از پسرش کرده بودند. آقای دیوور اظهار داشته‌است که از این نگرانی‌ها استقبال می‌کند، اما احساس می‌کند که بی گناه بوده و این اتفاق برای خانواده اش تجربه بسیار مثبتی بوده‌است.

## فهرست منابع
ویدئوی اصلی دیوید بعد از دندان پزشکی در یوتیوب
خبر وبسایت CNN
وبسایت برنامه خبری TODAY
مقاله سایت بیزینس اینسایدر
صفحه اینستاگرام دیوید دیوور